# Bistum Penedo

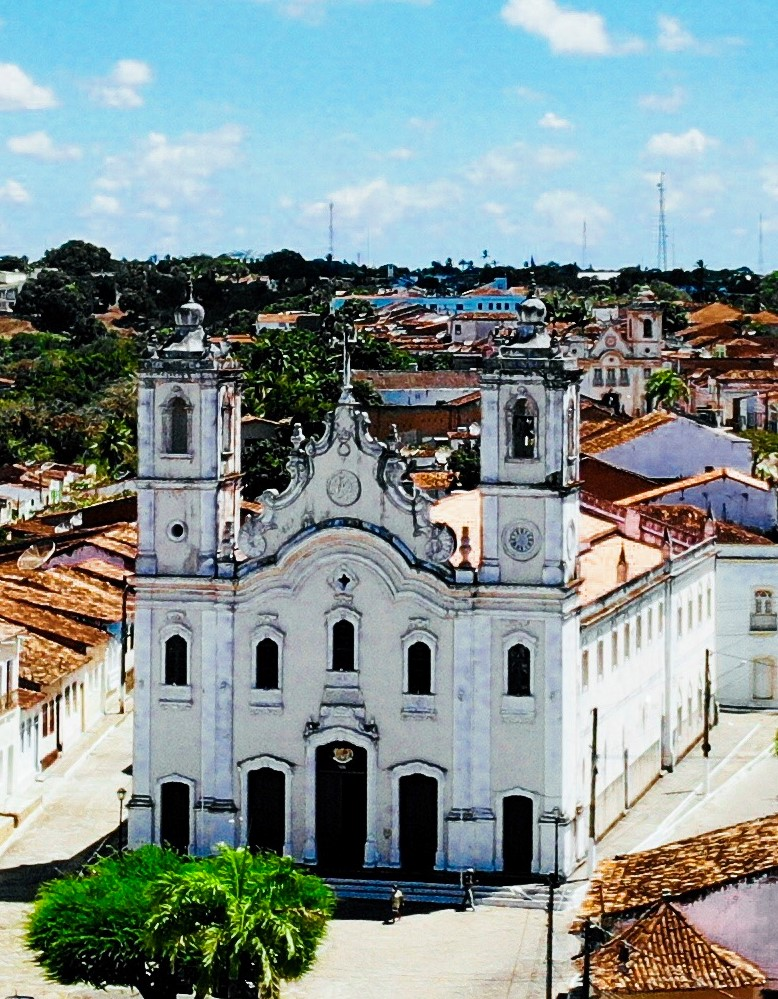
Kathedrale von Penedo

Das Bistum Penedo (lat.: Dioecesis Penedensis) ist eine in Brasilien gelegene römisch-katholische Diözese mit Sitz in Penedo im Bundesstaat Alagoas.

## Geschichte
Das Bistum Penedo wurde am 3. April 1916 durch Papst Benedikt XV. mit der Päpstlichen Bulle Catholicae Ecclesiae cura aus Gebietsabtretungen des Bistums Alagoas errichtet und dem Erzbistum Olinda als Suffraganbistum unterstellt. Am 13. Februar 1920 wurde das Bistum Penedo dem Erzbistum Maceió als Suffraganbistum unterstellt. Das Bistum Penedo gab am 10. Februar 1962 Teile seines Territoriums zur Gründung des Bistums Palmeira dos Índios ab.

## Bischöfe von Penedo
- Jonas de Araújo Batinga, 1918–1940
- Fernando Gomes dos Santos, 1943–1949, dann Bischof von Aracaju
- Félix César da Cunha Vasconcellos OFM, 1949–1957, dann Koadjutorerzbischof von Florianópolis
- José Terceiro de Sousa, 1957–1976
- Konstantin Josef Lüers OFM, 1976–1994
- Valério Breda SDB, 1997–2020
- Valdemir Ferreira dos Santos, seit 2021